# Bark Lake
Bark Lake är en sjö i Kanada.   Den ligger i countyt Renfrew County och provinsen Ontario, i den sydöstra delen av landet, 170 km väster om huvudstaden Ottawa. Bark Lake ligger 304 meter över havet. Arean är 38 kvadratkilometer. Den sträcker sig 14,3 kilometer i nord-sydlig riktning, och 11,3 kilometer i öst-västlig riktning.
I omgivningarna runt Bark Lake växer i huvudsak blandskog. Trakten runt Bark Lake är nära nog obefolkad, med mindre än två invånare per kvadratkilometer.